# Rubans d'argent
Les Rubans d'argent (en italien : Nastri d'argento) sont des récompenses décernées chaque année par le Syndicat national des journalistes cinématographiques italiens (Sindacato Nazionale Giornalisti Cinematografici Italiani ou SNGCI), afin d'honorer le cinéma italien. 
Depuis 1954, les remises ont lieu à l'issue du Festival du film de Taormine (Taormina Film Fest) - qui a lieu chaque année dans cette ville de Sicile, pendant une semaine, début juin.
Ils font partie des prix de cinéma les plus anciens en Europe.

## Catégories
- Meilleur film (Miglior film)  - depuis 2017
- Meilleure comédie  - depuis 2009
- Meilleur réalisateur (Miglior regista) - depuis 2017
- Meilleur réalisateur débutant (Miglior regista esordiente) - depuis 1972
- Meilleur acteur (Miglior attore protagonista)
- Meilleure actrice (Miglior attrice protagonista)
- Meilleure actrice dans un second rôle (Miglior attrice non protagonista)
- Meilleur acteur dans un second rôle (Miglior attore non protagonista)
- Meilleure actrice étrangère dans un film italien (Miglior attrice straniera)
- Meilleur acteur étranger dans un film italien (Miglior attore straniero)
- Meilleur acteur de comédie - depuis 2018
- Meilleur actrice de comédie - depuis 2018
- Meilleur scénario (Miglior sceneggiatura) - depuis 1948
- Meilleur sujet (Miglior soggetto)
- Meilleure musique (Miglior musica)
- Meilleure musique originale (migliore colonna sonora) - depuis 1947
- Meilleure chanson originale (Migliore canzone originale) - depuis 1999
- Meilleure photographie (Miglior fotografia)
- Meilleure prise de son (Miglior sonoro in presa diretta) - depuis 2022
- Meilleur décor (Miglior scenografia)
- Meilleurs costumes (Migliori costumi) - depuis 1953
- Meilleur montage (Miglior montaggio)
- Meilleur directeur de casting - depuis 2014
- Meilleur producteur (Miglior produttore)
- Meilleur documentaire
- Meilleur court métrage
- Ruban d'argent spécial
- Ruban d'argent pour la carrière
- Ruban d'argent européen (Nastro d'argento Europeo)
- Ruban d'argent du meilleur doublage
- Prix Guglielmo Biraghi du meilleur jeune acteur du cinéma italien - depuis 2001

### Anciennes catégories
- Réalisateur du meilleur film italien (Regista del miglior film italiano) - de 1946 à 2017
- Meilleurs effets spéciaux - jusqu'en 1985
- Réalisateur du meilleur film étranger (Regista del miglior film straniero) - jusqu'en 2006
- Réalisateur du meilleur film non européen (regista del miglior film non-europeo)
- Meilleur film européen - de 2007 à 2012
- Meilleur film extra-européen - de 2007 à 2012
- Meilleur film en 3D - (2010

## Quelques lauréats
- Réalisateur du meilleur film italien :
  - 1946 : Vittorio De Sica pour Sciuscià
  - 1949 : Vittorio De Sica pour Le Voleur de bicyclette (Ladri di biciclette)
  - 1954 : Federico Fellini pour Les Vitelloni (I Vitelloni)
  - 1955 : Federico Fellini pour La strada
  - 1956 : Michelangelo Antonioni pour Femmes entre elles (Le amiche)
  - 1958 : Federico Fellini pour Les Nuits de Cabiria (Le notti di Cabiria)
  - 1962 : Michelangelo Antonioni pour La Nuit (La notte)
  - 1964 : Federico Fellini pour Huit et demi (Otto e mezzo)
  - 1976 : Michelangelo Antonioni pour Profession : reporter (Professione : reporter)
  - 1999 : Silvio Soldini pour Pain, Tulipes et Comédie (Pane e tulipani)
  - 2009 : Paolo Sorrentino pour Il divo

- Meilleur scénario :
  - 1949 : Vittorio De Sica et son équipe pour Le Voleur de bicyclette (Ladri di biciclette)
  - 1999 : Silvio Soldini pour Pain, Tulipes et Comédie (Pane e tulipani)

- Meilleure actrice :
  - 1947 : Alida Valli pour Eugénie Grandet (Eugenia Grandet) de Mario Soldati
  - 1948 : Anna Magnani pour L'Honorable Angelina (L'Onorevole Angelina) de Luigi Zampa
  - 1949 : Anna Magnani pour L'amore de Roberto Rossellini, en deux parties : La Voix humaine (Una voce umana) et Le Miracle (Il Miracolo)
  - 1951 Gloria Swanson pour Sunset Boulevard de Billy Wilder
  - 1952 : Anna Magnani pour Bellissima de Luchino Visconti
  - 1953 : Ingrid Bergman pour Europe 51 (Europa '51) de Roberto Rossellini
  - 1954 : Gina Lollobrigida pour Pain, Amour et Fantaisie (Pane, amore e fantasia) de Luigi Comencini
  - 1955 : Silvana Mangano pour L'Or de Naples (L'Oro di Napoli) de Vittorio De Sica
  - 1957 : Anna Magnani pour Sœur Letizia (Suor Letizia) de Mario Camerini
  - 1958 : Giulietta Masina pour Les Nuits de Cabiria (Le notti di Cabiria) de Federico Fellini
  - 1960 : Eleonora Rossi Drago pour Été violent (Estate violenta) de Valerio Zurlini
  - 1961 : Sophia Loren pour La ciociara de Vittorio De Sica
  - 1963 : Gina Lollobrigida pour Vénus impériale (Venere imperiale) de Jean Delannoy
  - 1964 : Silvana Mangano pour Le Procès de Vérone (Il Processo di Verona) de Carlo Lizzani
  - 1965 : Claudia Cardinale pour La ragazza (La ragazza di Bube) de Luigi Comencini
  - 1967 : Lisa Gastoni pour Merci ma tante (Grazie zia) de Salvatore Samperi
  - 1974 : Laura Antonelli pour Malicia de Salvatore Samperi
  - 1978 : Sophia Loren pour Une journée particulière (Una Giornata particolare) d'Ettore Scola
  - 1985 : Claudia Cardinale pour Claretta de Pasquale Squitieri
  - 1986 : Giulietta Masina pour Ginger et Fred de Federico Fellini
  - 2009 : Giovanna Mezzogiorno pour Vincere de Marco Bellocchio

- Meilleur acteur :
  - 1948 : Vittorio De Sica pour Cuore de Duilio Coletti et lui-même
  - 1952 : Totò pour Gendarmes et Voleurs (Guardie e ladri) de Mario Monicelli
  - 1955 : Marcello Mastroianni pour Jours d'amour (Giorni d'amore) de Giuseppe De Santis
  - 1958 : Marcello Mastroianni pour Nuits blanches (Le notti bianche) de Luchino Visconti
  - 1961 : Marcello Mastroianni pour La dolce vita de Federico Fellini
  - 1962 : Marcello Mastroianni pour Divorce à l'italienne (Divorzio all'italiana) de Pietro Germi
  - 1963 : Vittorio Gassman pour Le Fanfaron (Il sorpasso) de Dino Risi
  - 1967 : Totò pour Des oiseaux, petits et gros (Uccellacci e uccellini) de Pier Paolo Pasolini

- Meilleure actrice dans un second rôle :
  - 1948 : Giulietta Masina pour Sans pitié (Senza pietà) d'Alberto Lattuada
  - 1951 : Giulietta Masina pour Les Feux du music-hall (Luci del varietà) de Federico Fellini
  - 1972 : Silvana Mangano pour Mort à Venise (Morte a Venezia) de Luchino Visconti
  - 1979 : Lea Massari pour Le Christ s'est arrêté à Eboli (Cristo si è fermato a Eboli) de Francesco Rosi
  - 1982 : Claudia Cardinale pour La Peau (La Pelle) de Liliana Cavani
  - 1995 : Virna Lisi pour La Reine Margot de Patrice Chéreau

- Meilleure musique de film :
  - 1958 : Nino Rota pour Les Nuits blanches (Le notti bianche) de Luchino Visconti
  - 1960 : Mario Nascimbene pour Été violent (Estate violenta) de Valerio Zurlini
  - 1986 : Tony Esposito pour la bande sonore du film Camorra.

- Meilleure actrice étrangère dans un film italien :
  - 1951 : Ingrid Bergman pour Stromboli (Stromboli terra di Dio) de Roberto Rossellini

- Meilleur acteur étranger dans un film italien :
  - 1950 : Michel Simon pour La Beauté du diable de René Clair[1]
  - 1952 : Fernandel pour Le Petit Monde de don Camillo de Julien Duvivier

- Réalisateur du meilleur film étranger :
  - 1953 : Charlie Chaplin pour Les Feux de la rampe (Limelight)
  - 1968 : Michelangelo Antonioni pour Blow-Up
  - 1999 : Steven Spielberg pour Il faut sauver le soldat Ryan (Salvate il soldato Ryan)

- Meilleur documentaire :
  - 1948 : Michelangelo Antonioni pour Nettezza urbana (Nettoyage urbain)
  - 1950 : Michelangelo Antonioni pour L'Amorosa menzogna (Mensonge amoureux)

- Ruban d'argent européen :
  - 2000 : Claudia Cardinale

- Ruban d'argent spécial :
  - 1951 : Michelangelo Antonioni pour les valeurs humaines et stylistiques dans la réalisation de Chronique d'un amour (Cronaca di un amore)
  - 2019 : Serena Rossi pour le film Io sono Mia